# Chancellerie de Colmar
L'ancienne chancellerie de Colmar est un monument historique situé à Colmar, dans le département français du Haut-Rhin.

## Localisation
L'édifice est situé au 6, rue des Augustins à Colmar.

## Historique
Le bâtiment actuel, remanié en 1599 et 1603, a été bâti à partir d'existants des XIIIe et XIVe siècle.
La galerie à balustres surmontant la dépendance datent de la Renaissance, les garde-corps des XVIIe et XIXe siècle, l'escalier à balustres du XVIIIe siècle.
Le sceau de cette chancellerie représente une masse d'armes entourées d'arabesques dans un disque, puis de cercles concentriques et de l'inscription « SIG:SECRETUM-CANCELL-COLMARIENSIS ». Il est en argent, sa hauteur est de 18 mm et son diamètre 37 mm.
Cet objet se trouve aujourd'hui au musée Unterlinden, dans la même ville.
Les communs, abreuvoir, galerie, clôture et portail font l'objet d'une inscription au titre des monuments historiques depuis le 15 octobre 1992.

## Architecture
C'est un des rares bâtiments gothiques conservé dans la ville.
De nombreux éléments représentent l'architecture typique de l'époque, comme le pan de bois des combles, un épi de faîtage, une console de puits et l'abreuvoir dans la cour.